# L'Enfant de personne (téléfilm, 2021)
Pour les articles homonymes, voir L'Enfant de personne.
Pour plus de détails, voir Fiche technique et Distribution.
L'Enfant de personne est un téléfilm dramatique français créé par Akim Isker d'après le livre autobiographique de Lyes Louffok Dans l'enfer des foyers et diffusé le 15 novembre 2021 sur France 2.

## Synopsis
Lyes est un enfant placé à l'Aide sociale à l'enfance (ASE), sa mère étant dans l'incapacité d'en assurer l'éducation. À l’âge de cinq ans, il est arraché à la famille d'accueil dans laquelle il s'épanouissait harmonieusement. En effet, celle-ci est amenée à déménager, mais l'administration refuse que l'enfant suive sa maman d'accueil Émilie, au nom des liens de sang avec sa mère biologique. Il est alors ballotté de familles d'accueil en foyers, où il est confronté à la maltraitance et à la violence. Pourtant, Agathe la sœur d’Émilie, n'a jamais abandonné l'enfant. Elle voit qu'il va mal et va se battre pour tenter de restaurer un lien avec lui. Mais l’administration ne lui reconnait aucun droit sur l'enfant,.

## Fiche technique
- Réalisateur : Akim Isker
- Scénaristes : Dominique Garnier et Zoé Galeron
- Productrice : Nathalie Juchet
- Production : Capa Drama, en coproduction avec France Télévisions et la RTBF, avec la participation de TV5 Monde.
- Classification : Déconseillé aux moins de 10 ans.

## Distribution
- Isabelle Carré : Agathe, la sœur d’Émilie
- Andréa Bescond : Jeanne, l'assistante sociale
- Nawell Madani : Myriam, l'éducatrice
- Yassine Chorfa : Lyes à 6 ans
- Abdelmadjid Guemri : Lyes à 11 ans
- Moncef Farfar : Lyes à 15 ans
- Raphaëlle Bruneau : Émilie, la première maman d'accueil
- Marie Berto : Frédérique
- Arthur Rosas : André
- Bruce Dombolo : Djibril
- Lila Makhlouf : Leila, la maman biologique
- Hubert Delattre : Fabien
- Khoukha Boukherbache : Yasmina, la maman d'accueil expérimentée
- Sylvain Baumann : Manu
- Ilanah Cami-Goursolas : Lisa à 17 ans
- Tatiana Gousseff : Madame Raynaud
- Déborah Kuamambu : Naomie à 16 et 20 ans
- Régis Romele : l'employé de l'ASE[5]

## Thématiques
Le téléfilm aborde avec pudeur les nombreux périls qui guettent les enfants en foyer : enfants agités sans prise en charge pédopsychiatrique, violences d'éducateurs non formés, petits violés par des grands, prostitution, jeunes filles placées seules à l'hôtel, enfants lâchés à la rue le jour de leurs 18 ans…

## Accueil critique
Le téléfilm, primé, a reçu un bon accueil critique et suscité un fort impact médiatique :
« téléfilm puissant »,
« histoire déchirante »…

## Débat
Comme l'espérait le jury du festival de La Rochelle, la diffusion du téléfilm sur France 2, le 15 novembre 2021 fut suivie d'un débat animé par Julian Bugier.

## Distinction
- Festival de la fiction TV de La Rochelle 2021 : prix du meilleur unitaire[8].
- Festival de la fiction TV de La Rochelle 2021 : prix du jeune espoir masculin pour Moncef Farfar, Yassine Chorfa et Abdelmadjid Guemri, les trois acteurs incarnant le rôle de Lyes[8].
- Prix Europa 2021 de la meilleure fiction européenne de l’année[9].
- Prix Média Enfance Majuscule 2022, catégorie Fiction

## Audience
En Belgique, lors de sa diffusion sur La Une en février 2021, le téléfilm rassemble 300 000 téléspectateurs.